# Zastava Švedske
Zastava Švedske sastoji se od žutog križa na plavoj podlozi. Prema legendi, švedski kralj Erik Sveti, vidio je žuti križ na nebu tijekom borbi u Finskoj (1157. godine). Smatrajući to Božjim znakom, prihvatio je žuti križ na plavoj podlozi, kao svoju zastavu. Opisi takve zastave, postoje tek od 16. stoljeća pa se sumnja na istinitost legende. Kralj Ivan III. odobrio je uporabu ove zastave 1569. godine.